# Élvio Sousa

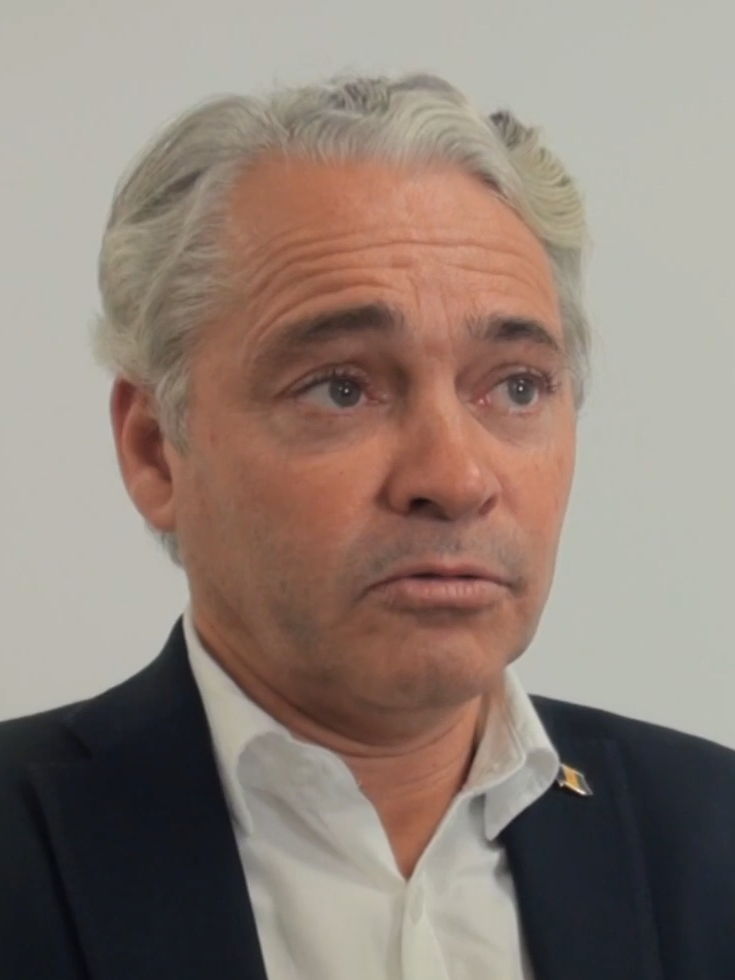
Élvio Sousa em 2025.

Élvio Duarte Martins Sousa (19 de abril de 1974) é um arqueólogo e político português originário da Região Autónoma da Madeira, sendo atualmente o Secretário-geral do partido Juntos Pelo Povo e deputado da Assembleia Legislativa da Madeira.

## Biografia
Élvio Sousa doutorou-se em História Regional e Local na Faculdade de Letras da Universidade de Lisboa, sendo atualmente investigador do CHAM – Centro de História de Aquém e de Além-Mar da Universidade Nova de Lisboa.
Em 2008, em conjunto com o seu irmão Filipe Sousa, fundou o movimento independente "Pelo Povo da Gaula" com o objetivo de se candidatar à Junta de Freguesia da Gaula nas eleições intercalares desse ano, perdendo as eleições. Já nas eleições autárquicas de 2009, voltou a candidatar-se, vencendo com 46,6% dos votos. Esse movimento mudou de nome para Juntos pelo Povo, conquistando a Câmara Municipal de Santa Cruz nas eleições de 2013, sendo eleito Presidente o seu irmão Filipe Sousa.
Em 2015, o Juntos pelo Povo tornou-se um partido político, tendo Élvio Sousa como Secretário-geral e Filipe Sousa como Presidente. O partido candidatou-se às eleições regionais desse ano, com Élvio Sousa como cabeça de lista, conseguindo mais de 10% dos votos e conquistando 5 deputados na Assembleia Legislativa da Madeira.
Élvio Sousa foi sendo reeleito sucessivamente para a Assembleia Legislativa da Madeira nas eleições de 2019, de 2023, 2024 e 2025, tornando-se nestas últimas o líder da oposição na Madeira, após ultrapassar o Partido Socialista de Paulo Cafôfo.